# 국제 토착어의 해
2019년은 유엔이 지정한 국제 토착어의 해(International Year of Indigenous Languages)로서, 세계의 토착어들을 지지하고 보존하는 것을 목표로 한다.

## 같이 보기
- 원주민 권리 선언
- 국제 모국어의 날
- 언어 되살리기
- 소멸위기언어